# Romandiet
Romandiet (fr. la Romandie eller la Suisse romande) er en betegnelse for den fransktalende del af Schweiz – i praksis betyder dette den vestlige del. (Må ikke forveksles med det som på fransk hedder la Suisse romanche, som er den del af Schweiz hvor der bliver talt rætoromansk, det vil sige dele af kantonen Graubünden.)
Romandiet omfatter kantonerne Genève, Vaud, Neuchâtel og Jura, samt de fransktalende dele af kantonerne Bern, Valais og Fribourg. Omkring 1,5 millioner mennesker (ca. 20% af schweizerne) bor i Romandiet.
De forskellige franske dialekter i Romandiet kan af og til blive kaldt schweizerfransk. Imidlertid er der små forskelle mellem schweizerfransk og "almindelig" fransk, og det er generelt muligt at forstå den anden type hvis en forstår den ene af dem. Noget af det første en lægger mærke til i schweizerfransk kan være talsystemet; halvfjerds hedder septante (ikke soixante-dix), halvfems hedder nonante (ikke quatre-vingt-dix), og nogle steder hedder firs huitante. Det bliver gerne sagt at schweizere taler langsommere end franskmænd, og at deres tonefald er mere "syngende".
Regionen eksisterer ikke i sig selv i det politiske system, men virker alligevel identitetsskabende for de fransktalende indbyggere i Schweiz. Fjernsynsselskabet TSR laver program for folk i Romandiet.
46°12′N 6°09′Ø / 46.2°N 6.15°Ø